# Памятник самолёту Ту-104 (Москва, Внуково)
Па́мятник самолёту Ту-104 — достопримечательность и «визитная карточка» аэропорта Внуково в Москве.
Расположен на съезде с Киевского шоссе на Центральную улицу во Внуково. Ранее памятник (с другим экземпляром самолёта) располагался на привокзальной площади аэропорта.

## Описание памятника
С 2006 года памятник представляет собой установленный на высокий постамент экземпляр первого отечественного гражданского реактивного самолёта Ту-104 (модификация Ту-104Б) с нанесённым на него чужим бортовым номером CCCP-Л5412 (родной номер СССР-42507).
Оригинал самолёта с бортовым номером CCCP-Л5412 с 1976 года располагался на постаменте на привокзальной площади аэропорта Внуково. В апреле 2005 года, в ходе реконструкции привокзальной площади, данный экземпляр был распилен и утилизирован.
| На старом постаменте имелась аннотационная таблица с текстом: «РЕАКТИВНЫЙ ПЕРВЕНЕЦ АЭРОФЛОТА создан коллективом авиаконструкторов под руководством академика А.Н. ТУПОЛЕВА. 15 сентября 1956 года Аэрофлот впервые в мире начал регулярные массовые перевозки пассажиров на реактивных самолётах ТУ-104. Первыми освоили самолёт ТУ-104 лётчики гражданской авиации: Б.П. БУГАЕВ, Е.П. БАРАБАШ, А.П. БЫСТРИЦКИЙ, П.И. ДЕВЯТОВ, Г.Д. КУЗНЕЦОВ, И.В. ОРЛОВЕЦ, К.П. САПЁЛКИН, П.В. СОЛДАТОВ, Н.Д. УСАНОВ, В.А. ФИЛОНОВ, Н.М. ШАПКИН и другие». |

## История
15 сентября 1976 года, в честь 20-летия начала полётов гражданской реактивной авиации, на привокзальной площади московского аэропорта Внуково был торжественно открыт памятник самолёту Ту-104 — первенцу гражданского реактивного флота.
Именно во внуковском авиаотряде впервые началась эксплуатация Ту-104. Первый регулярный рейс лайнера был совершён по маршруту Москва — Иркутск (с промежуточной посадкой в Омске) 15 сентября 1956 года.
В течение 29 лет самолёт-памятник Ту-104, с бортовым номером CCCP-Л5412, стоял перед аэровокзалом встречая и провожая пассажиров Внуково, и стал своего рода «визитной карточкой» московского аэропорта.
В конце апреля 2005 года, в ходе реконструкции привокзальной площади, самолёт-памятник был распилен и утилизирован. На месте памятника было начато строительство отеля «Hilton Moscow — Vnukovo Airport».
Возвращение памятника состоялось в 2006 году, в год 50-летия начала эксплуатации Ту-104, на новом месте. Самолёт для нового памятника нашли на территории ОАО «Внуковский авиаремонтный завод». Самолёт с заводским номером 021905 и бортовым СССР-42507 много лет после закрытия эксплуатации простоял на открытой площадке, но сохранился в хорошем состоянии. Лайнер был заново покрашен, на его борт была нанесена ливрея аэропорта Внуково и бортовой номер CCCP-Л5412 взятый с утилизированного ранее ветерана. Однако на оперении самолёта не был нанесён флаг СССР.
«Новый» самолёт был установлен в 1,5 километрах от места установки «старого» самолёта, на внуковской автомобильной развязке Киевского шоссе, на высокий тройной постамент, таким образом, чтобы при въезде и выезде из аэропорта самолёт попадал в поле зрения проезжающих.
Примечательно, что памятник был установлен недалеко от того места, где 17 марта 1979 года потерпел крушение Ту-104Б авиакомпании «Аэрофлот» выполняющий рейс SU1691 по маршруту Москва — Одесса. После того инцидента все борта Ту-104 были выведены из состава «Аэрофлота» и гражданская эксплуатация судна была прекращена.

### На старом месте (борт CCCP-Л5412)

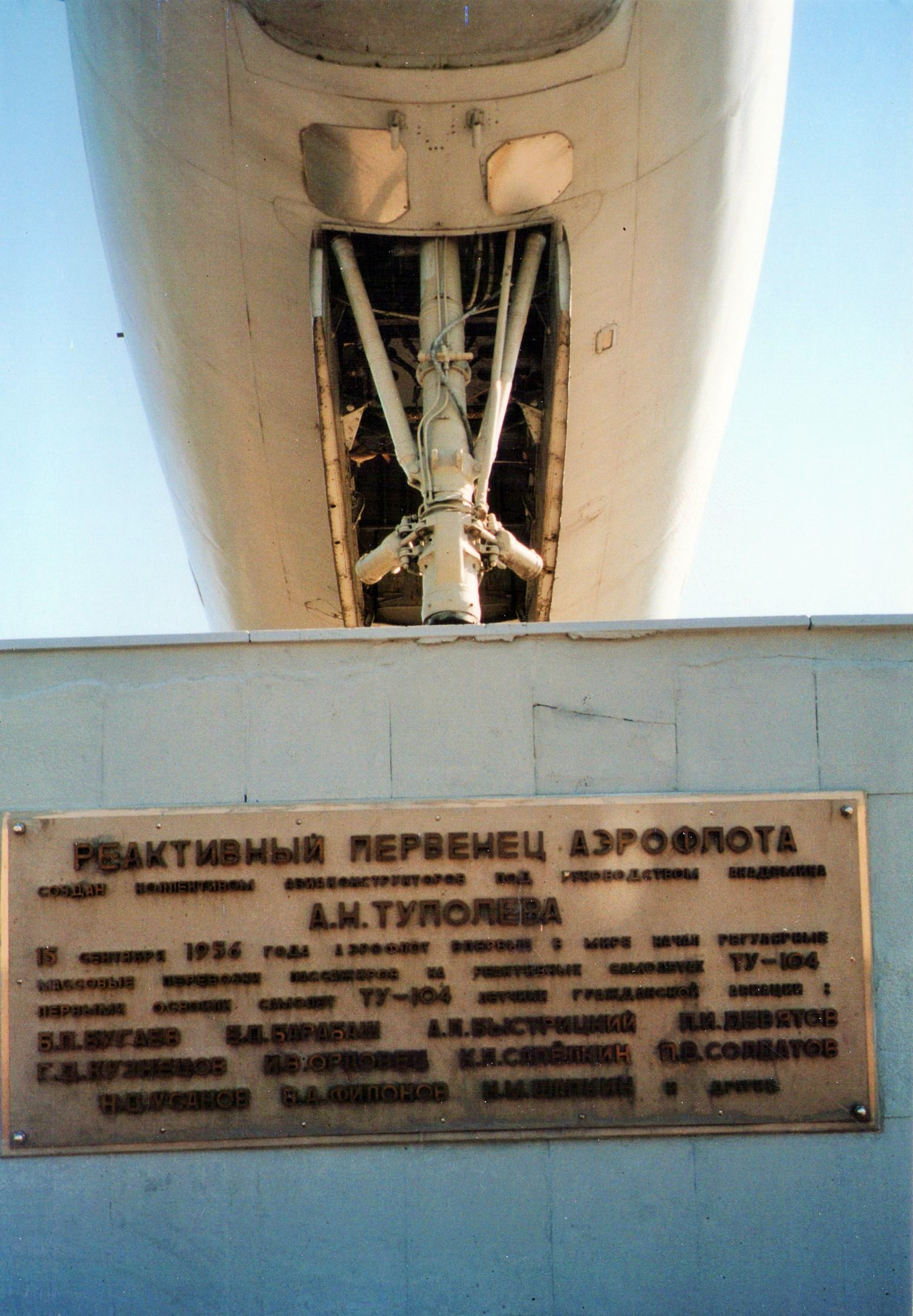
Аннотационная таблица на постаменте (2000 год)

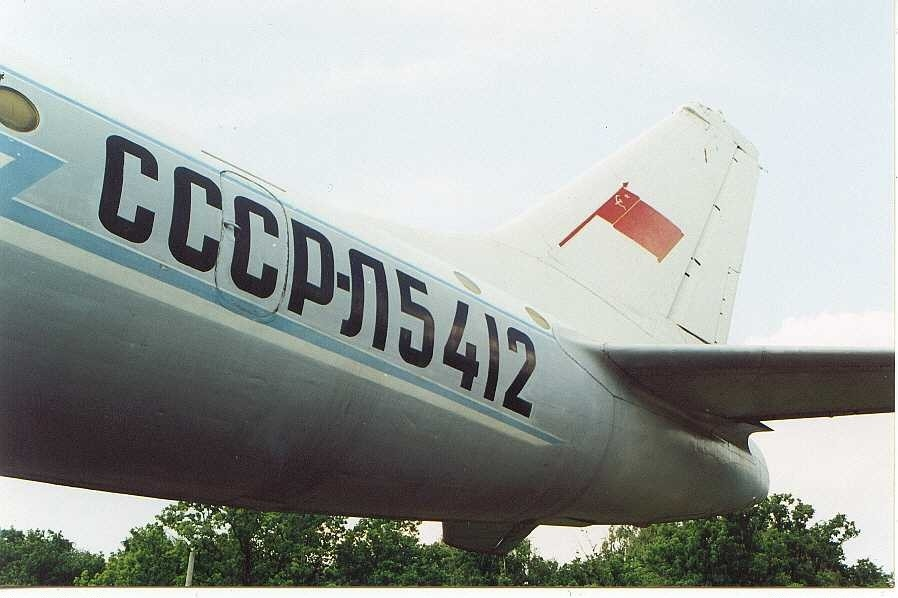
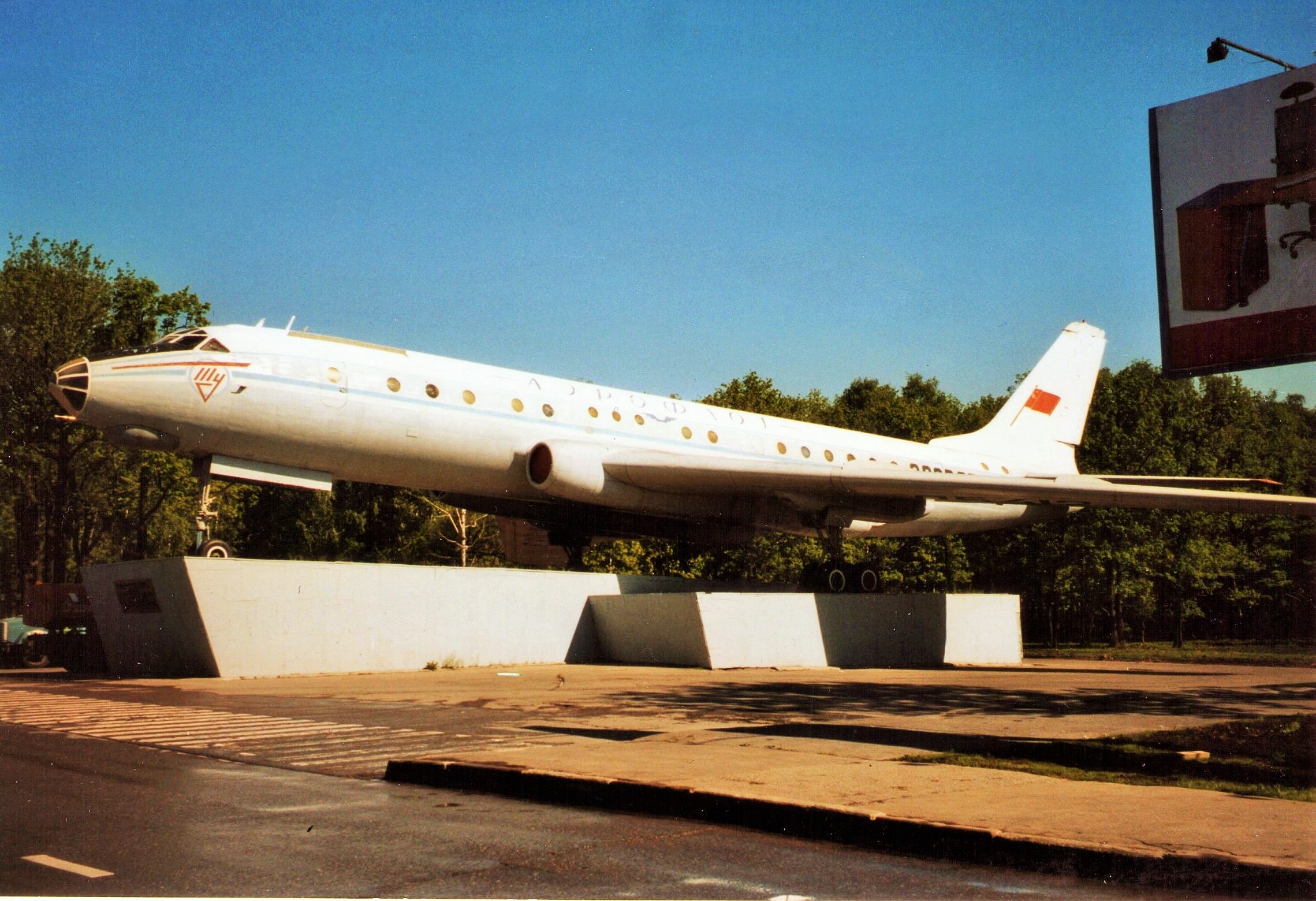
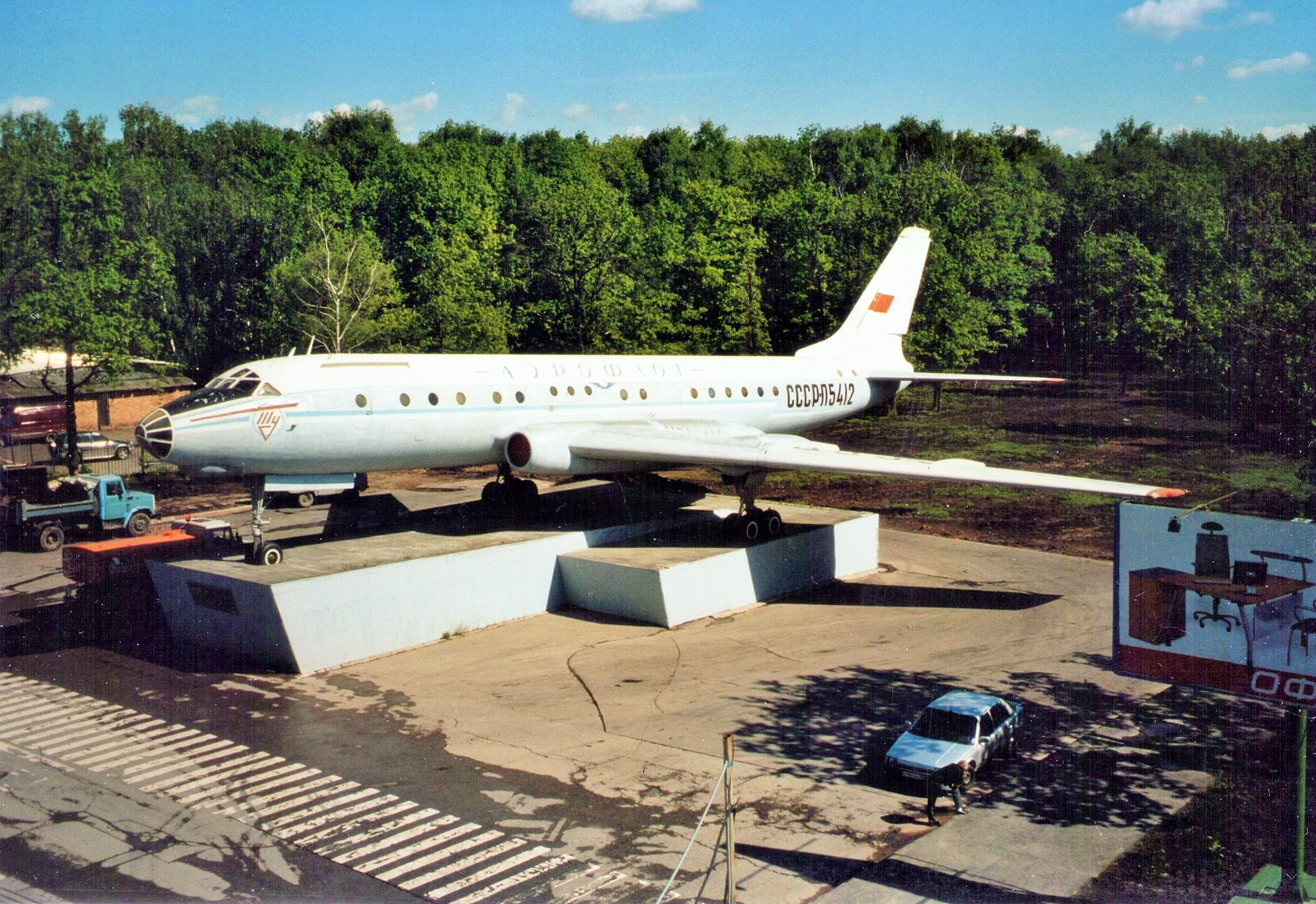
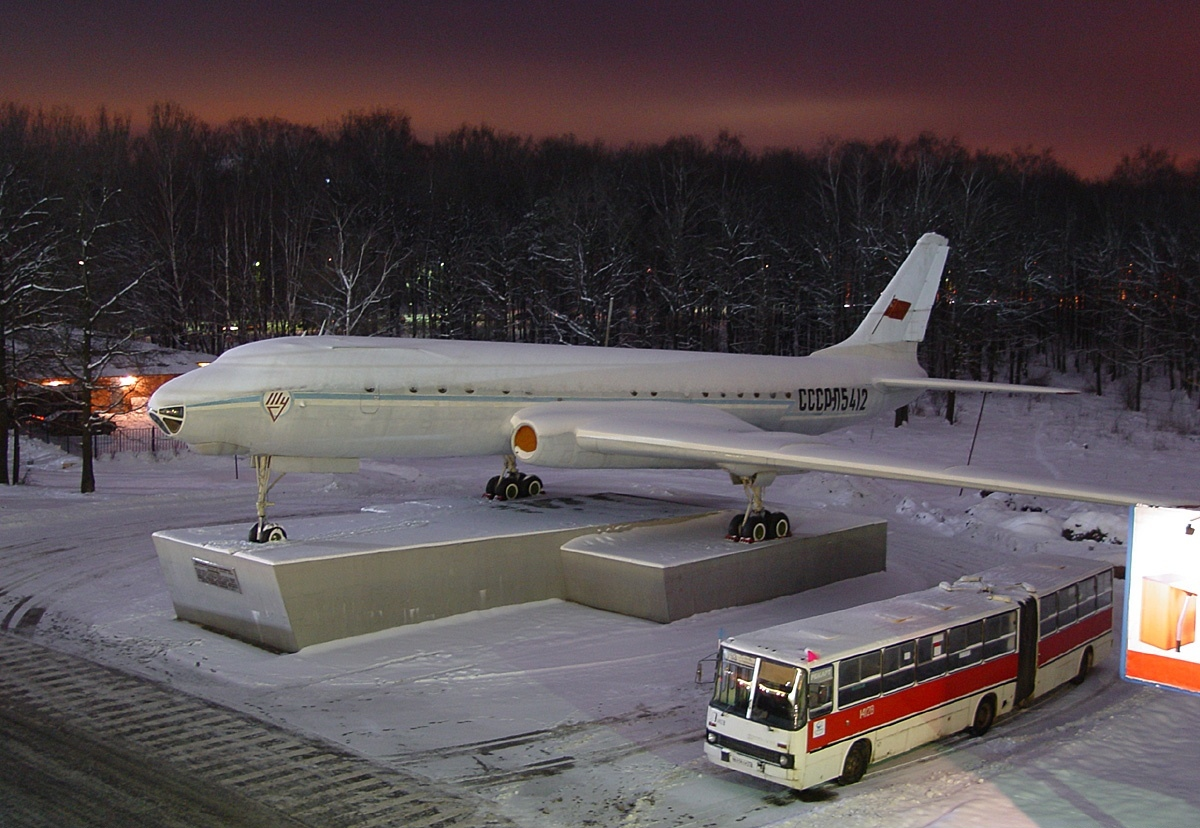
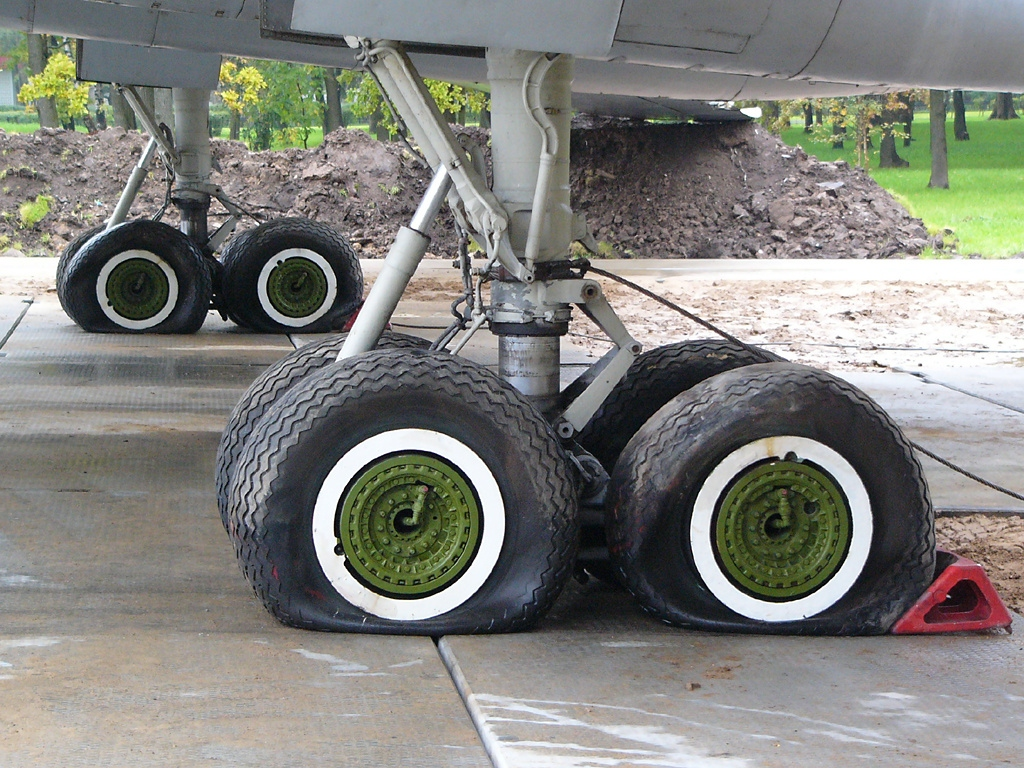
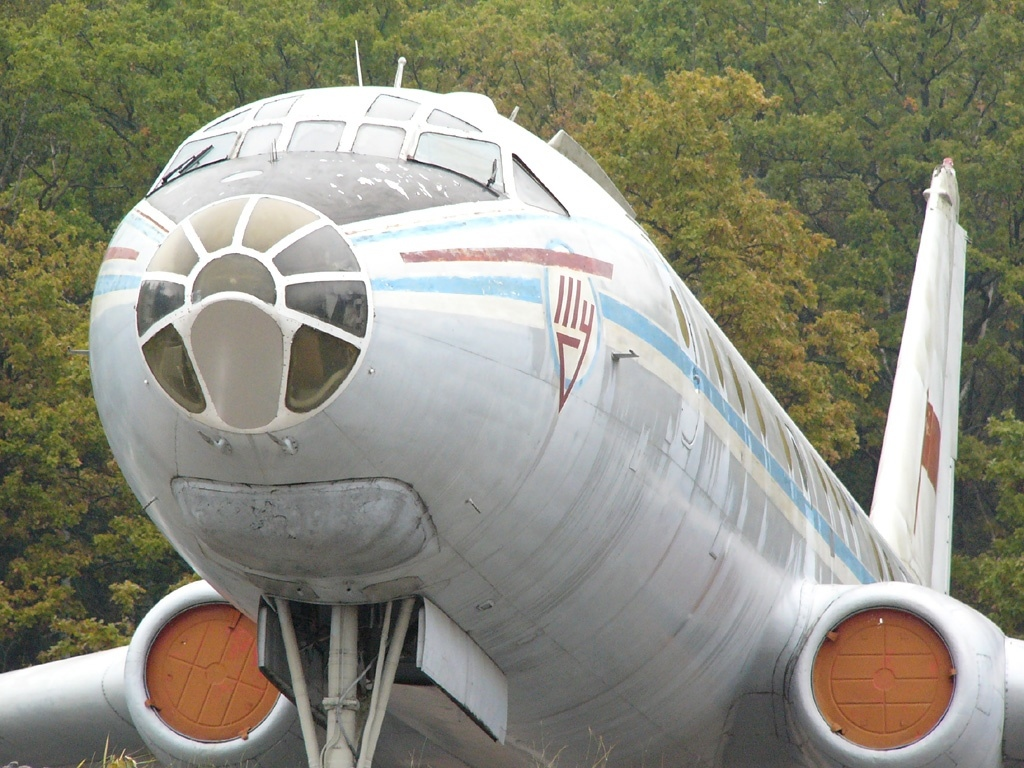

### На новом месте (бывший борт СССР-42507)

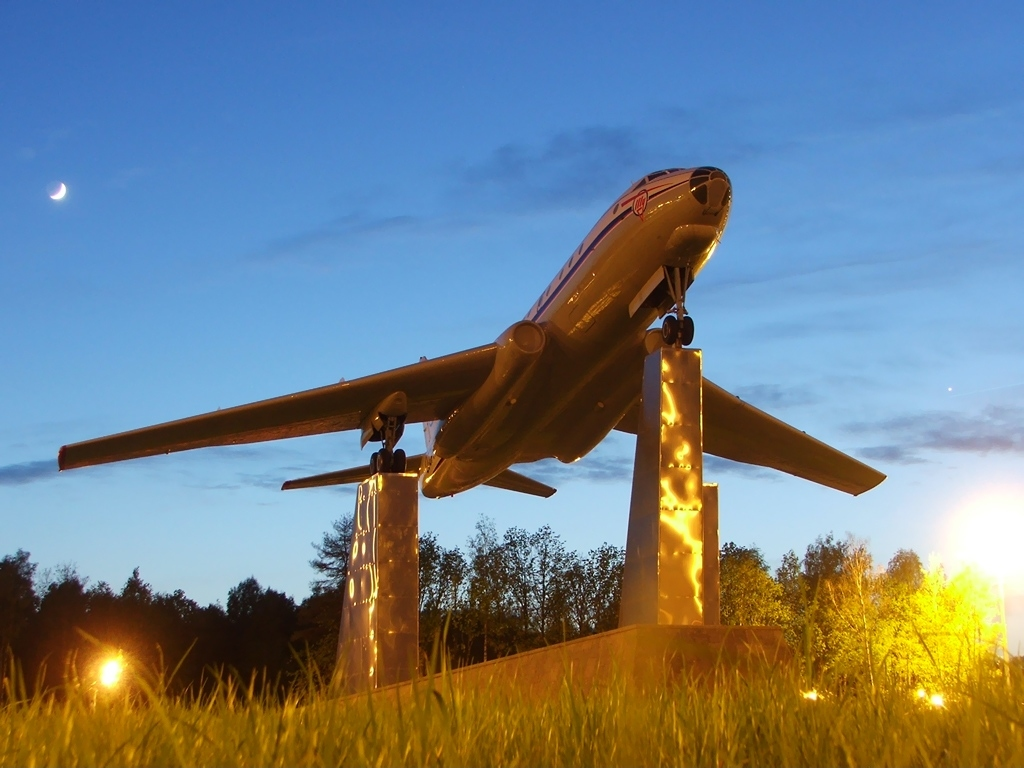
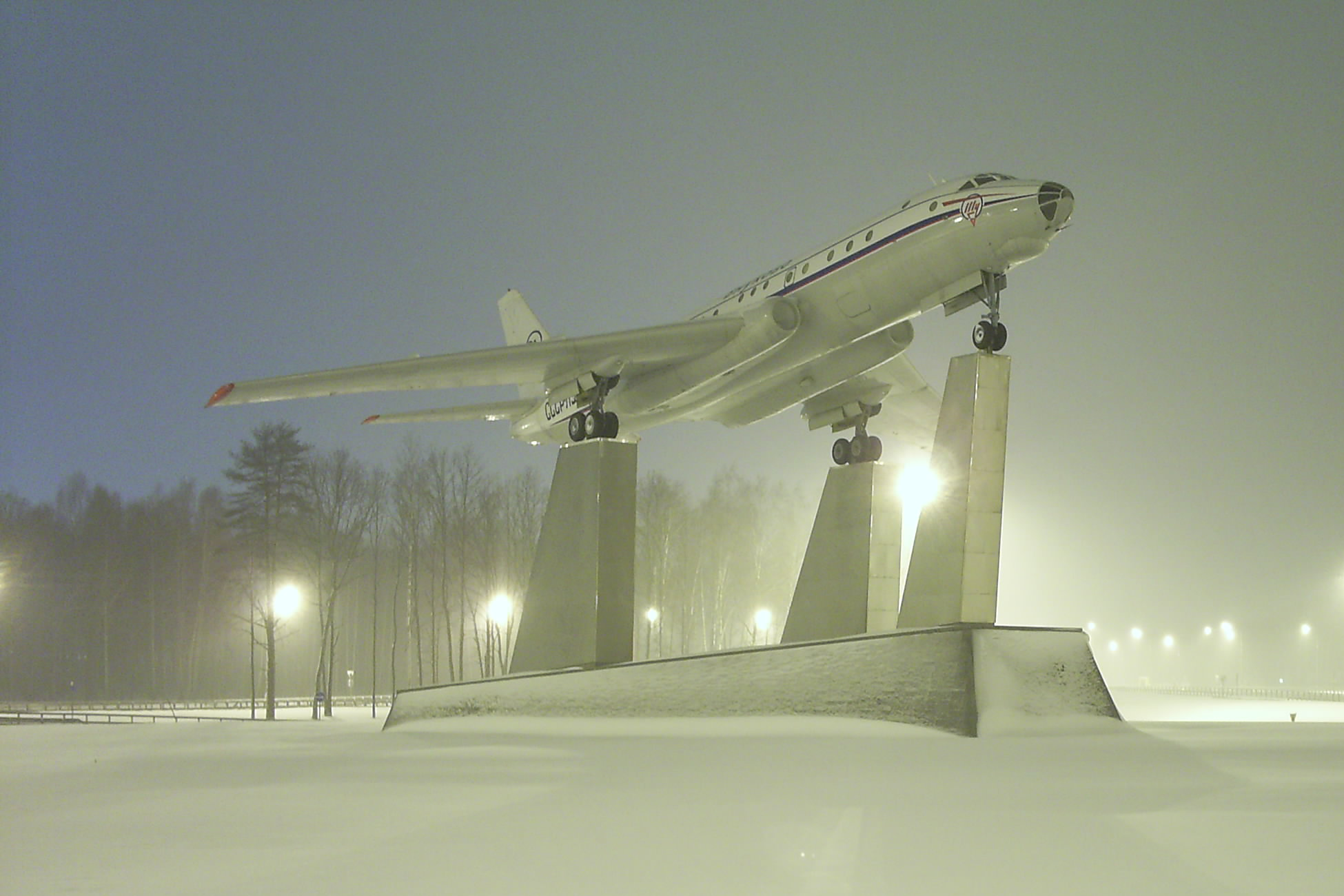
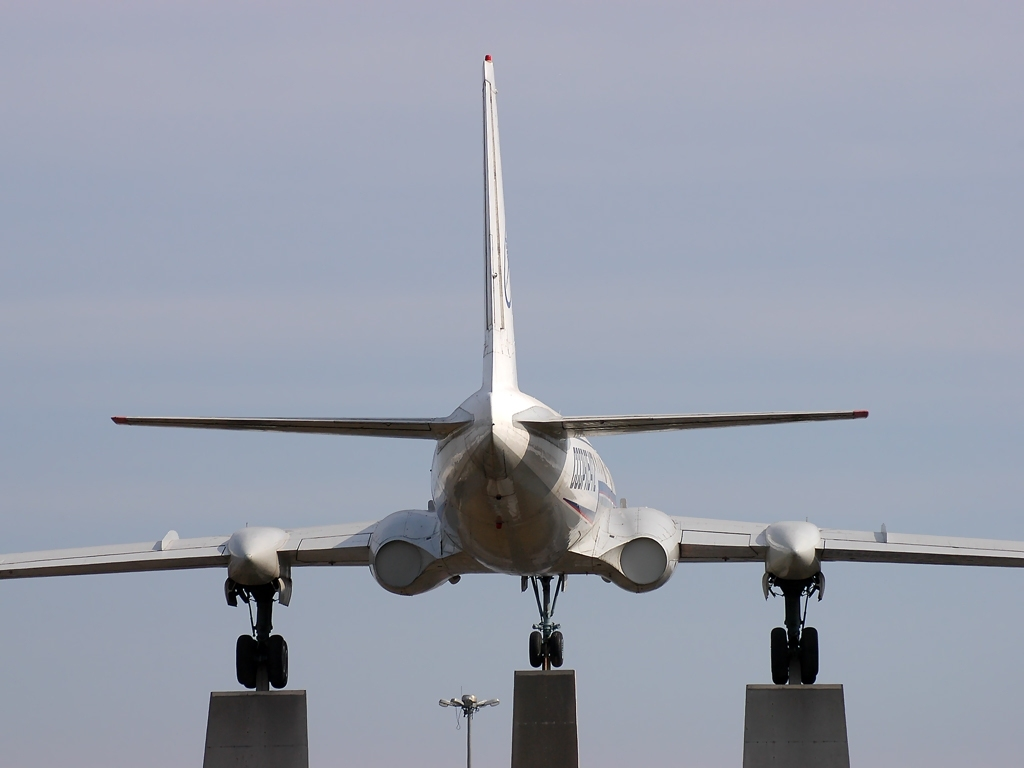
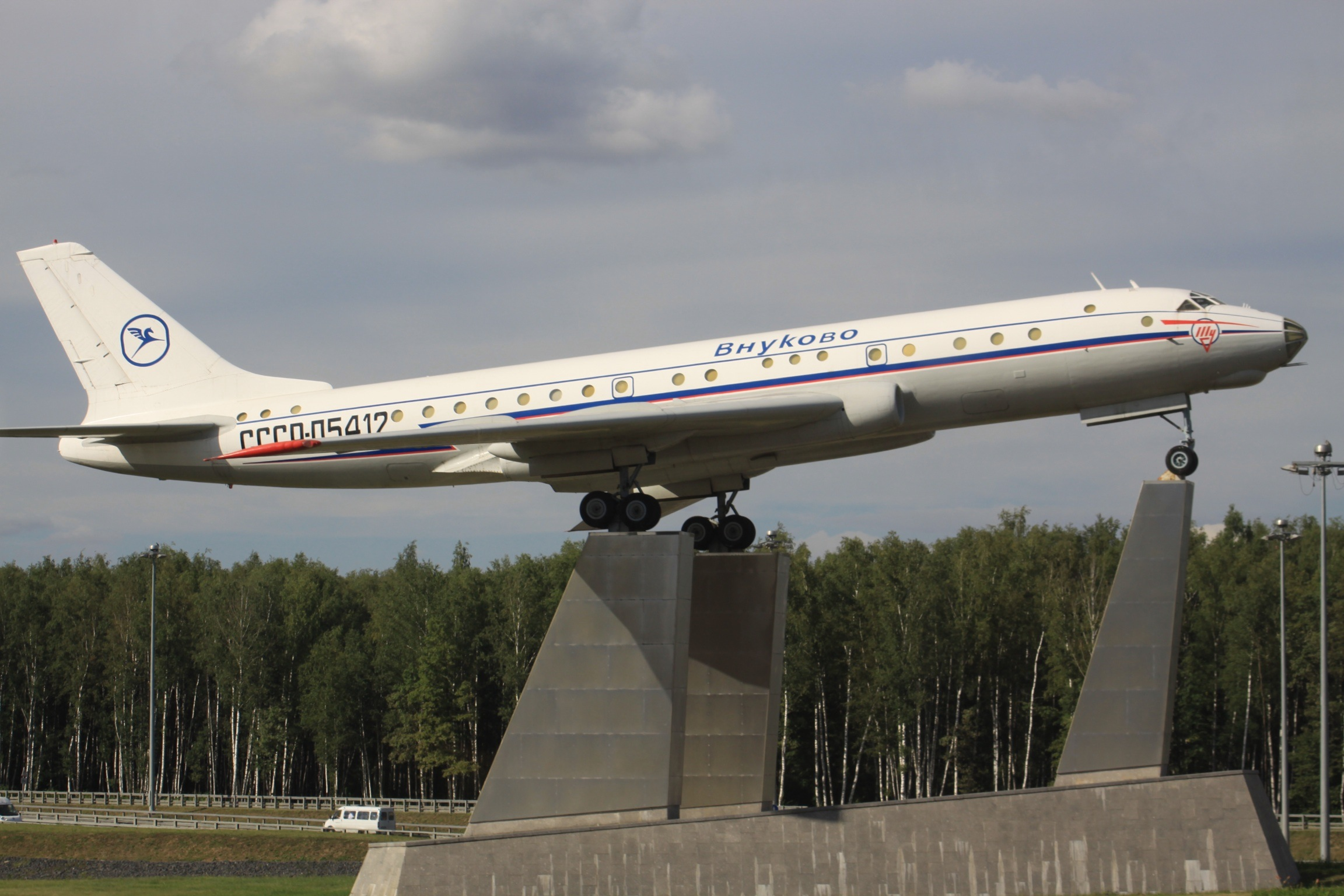
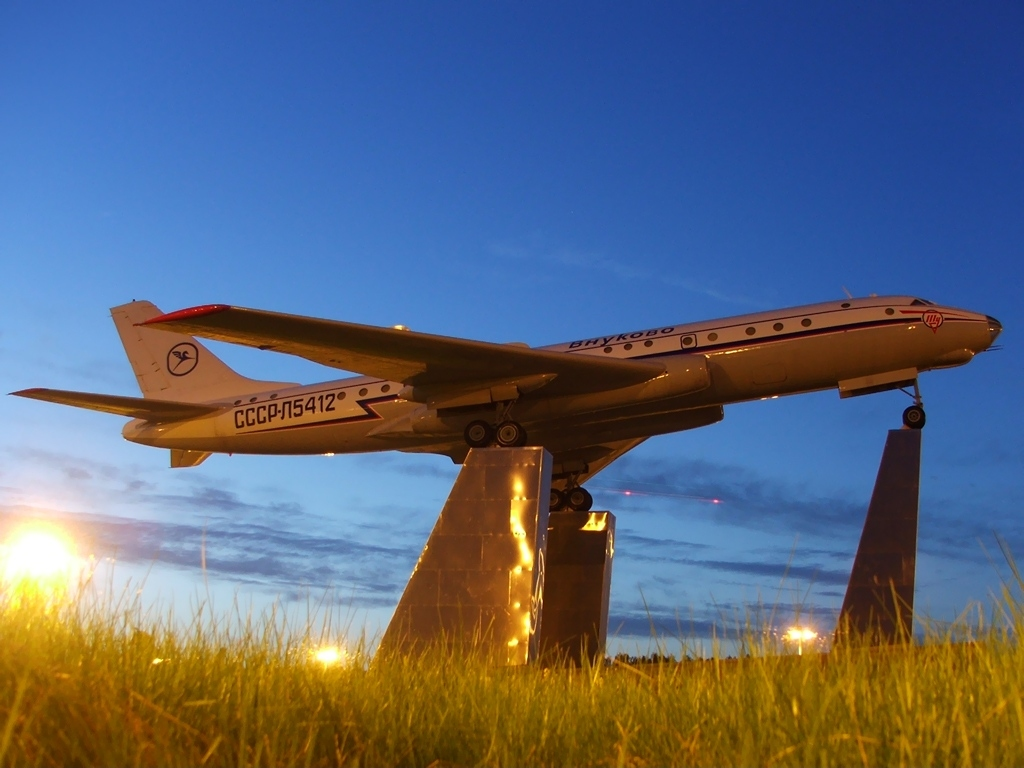
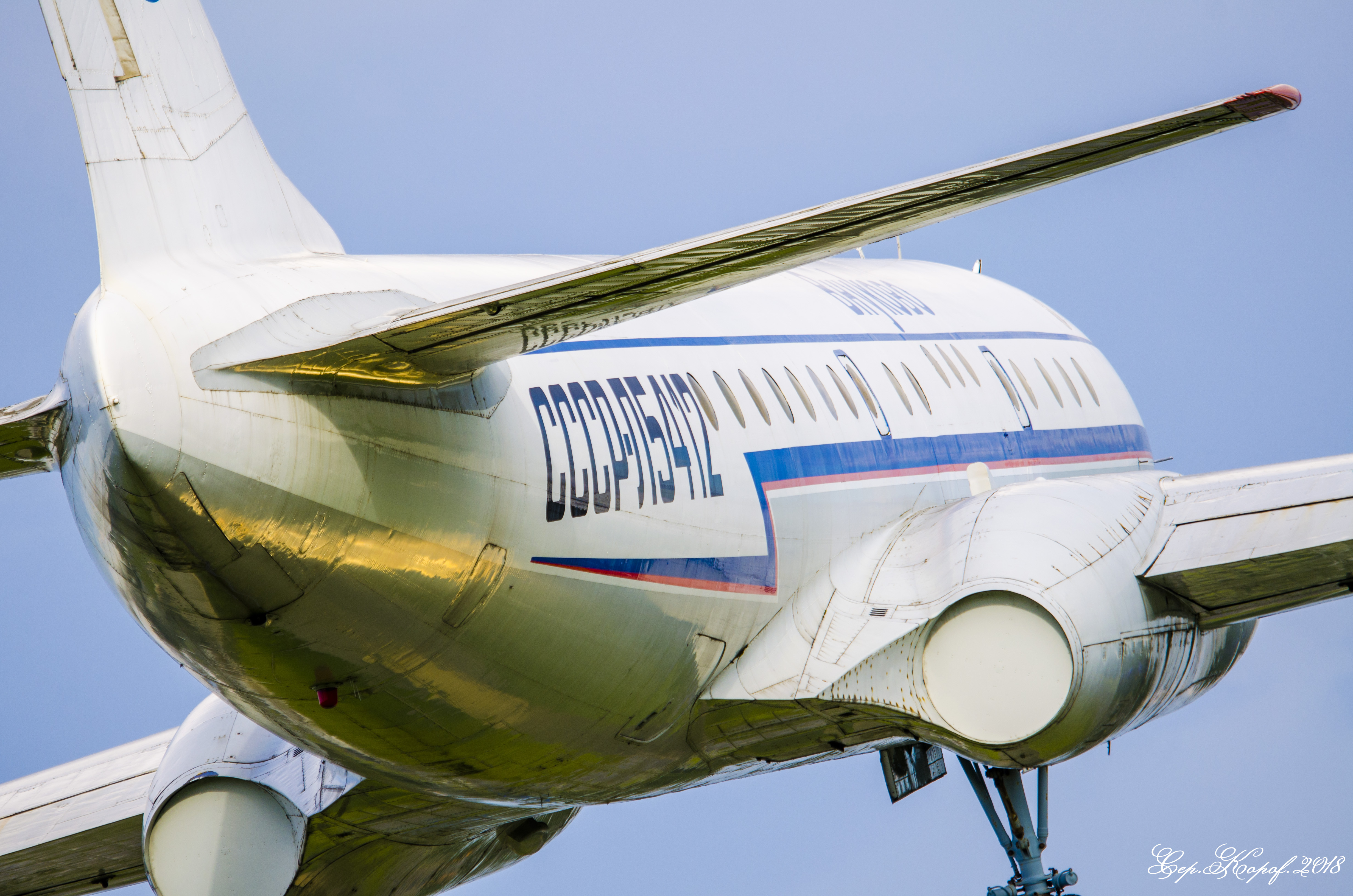